# Рютино
Рютино (рос. Рютино) — присілок в Бологовському районі Тверської області Російської Федерації.
Населення становить 109 осіб. Входить до складу муніципального утворення Рютинське сільське поселення.

## Історія
Від 2005 року входить до складу муніципального утворення Рютинське сільське поселення.

## Населення
| 2010 |
| ---- |
| 109  |